# Сенгеловска часовникова кула
Сенгеловската кула, наричана от местното население Саато (на гръцки: Πύργος Αγκίστρου), е средновековно отбранително съоръжение, разположено в село Сенгелово (Ангистро), в северните склонове на Сенгелската планина, в Северна Гърция на самата граница с България.

## История
Кулата е построена по византийско време в XIV век. По-късно османците премахват бойниците и я надстрояват, за да я превърнат в часовникова кула. Използвана е и като затвор.